# Alam al-Malika
Alam al-Malika (en árabe: الملكة علم‎:  علم; fallecida en 1130), fue la principal consejera y primera ministra de facto del principado de Zubayd en Yemen de 1111 a 1123, y su gobernante de 1123 a 1130.
Era una cantante esclava, o jarya, del rey Mansur ibn Najah de Zubayd o Zabid (r. 1111-1123), un principado cerca de Saná en Yemen. Según los informes, quedó tan impresionado por su inteligencia y astucia que le dio el título de al-hurra, la colocó al cargo de los asuntos estatales y «no tomó ninguna decisión al respecto sin consultarla». En 1123, Mansur ibn Najah fue envenenado por su visir Mann Alá, pero Alam al-Malika permaneció al cargo del estado de Zubayd. Aunque no se le permitió que la jutba fuera proclamada en su nombre y por tanto no se le otorgó el pleno derecho como monarca, fue la gobernante de facto, y se dijo que «cumplió su tarea con distinción».